# Crassula minutissima
Crassula minutissima là một loài thực vật có hoa trong họ Crassulaceae. Loài này được (Skottsb.) M.Bywater & Wickens miêu tả khoa học đầu tiên năm 1984.